# Tamás Kovács
Tamás Kovács, född den 20 mars 1943 i Budapest, Ungern, är en ungersk fäktare.
Han tog OS-brons i herrarnas lagtävling i sabel i samband med de olympiska fäktningstävlingarna 1972 i München.